# Maryland
Il Maryland (in inglese americano /ˈmɛɹɨlənd/ ), in italiano antiquato la Marilandia, è uno Stato federato degli Stati Uniti d'America, situato sull'Oceano Atlantico (sigla = MD). È uno degli Stati della costa orientale, e generalmente è considerato parte della regione atlantica centrale (Middle Atlantic) ma presenta caratteri che lo possono associare sia alla regione sud-orientale (Southeast) che a quella nord-orientale (Northeast). La sua sigla postale è MD, quella dell'Associated Press Md.
Confina a sud e ovest con la Virginia, West Virginia e la capitale Washington, D.C, a nord con la Pennsylvania e ad est con il Delaware e con l'Oceano Atlantico. Con una superficie di soli 32 130 chilometri quadrati è l'ottavo stato più piccolo del paese, ma il diciottesimo più popoloso e il quinto più densamente popolato, con circa 6.2 milioni di abitanti. La città più grande e popolosa è Baltimora, mentre la capitale è Annapolis.
Il Maryland fu una delle prime tra le tredici colonie che si ribellarono al governo del Regno Unito, dando inizio all'indipendenza delle colonie dell'America del Nord, guadagnandosi così il soprannome di Old Line State, lo Stato della vecchia prima linea.. Ha uno dei più alti redditi famigliari medi di tutti gli Stati Uniti, l'economia è forte ed altamente diversificata grazie anche alla vicinanza con Washington, D.C. Nel suo stemma compare il motto scritto in italiano arcaico: fatti maschii, parole femine.

## Origini del nome
La Terra Mariae o Maryland fu così chiamata in onore di Enrichetta Maria, sposa del re Carlo I d'Inghilterra. La colonia inglese del Maryland è stata fondata nel 1634 da Cecil Calvert, secondo signore di Baltimora.

## Storia

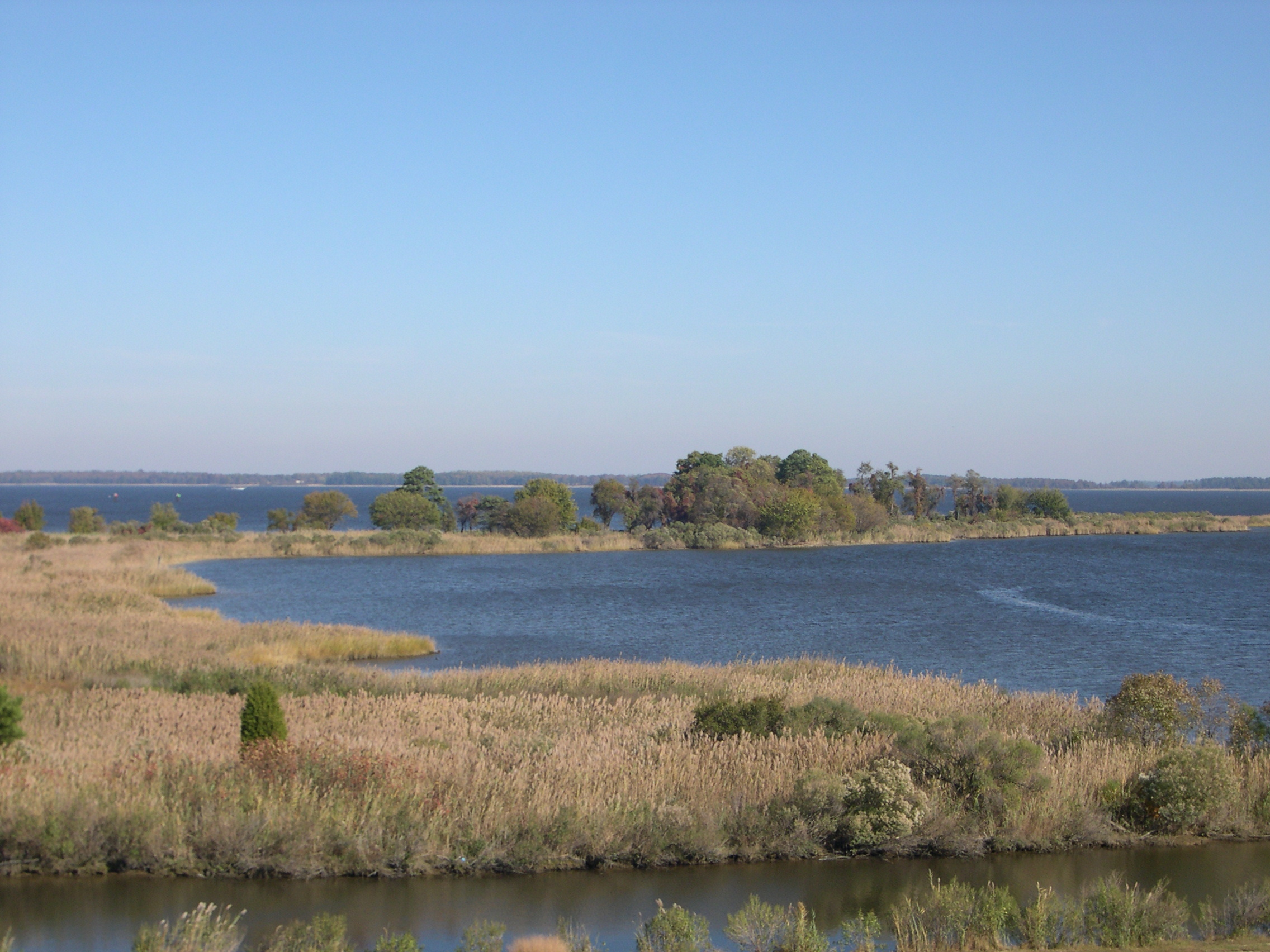
Zona umida presso la baia di Chesapeake

Nel 1632, il cattolico George Calvert, primo barone Baltimore, richiese al re d'Inghilterra Carlo I la patente per creare la Provincia del Maryland. La Carta venne concessa, nominando il Baltimore "assoluto signore ed unico proprietario" della Colonia del Maryland, col diritto di farsi rappresentare da un Conte palatino. George Calvert morì nell'aprile di quell'anno, ma la patente venne rinnovata in capo al figlio, Cecilius, secondo barone Baltimore, il 20 giugno dello stesso 1632. Il nome della nuova colonia (in latino, Terra Mariae) venne scelto nel 1634 non tanto in onore della Vergine Maria - come a volte si dice - bensì in quello della regina Enrichetta Maria di Borbone, consorte di Carlo I. La colonia venne, infine, fondata il 25 marzo 1634, da un gruppo di circa duecento persone, guidate da Leonard Calvert, fratello di Cecilius.
La nuova colonia, il cui primo governatore fu proprio Leonard Calvert, divenne una delle poche aree del Nord America britannico in cui i cattolici fossero in maggioranza. Il Maryland, con l'Atto di Tolleranza del Maryland del 1649, fu uno dei primi paesi al mondo a consentire in maniera esplicita la libertà religiosa, sebbene unicamente alle varie confessioni cristiane che riconoscessero la Trinità. Gli ebrei e gli unitari vennero ammessi nei pieni diritti politici solo nel 1826. L'Atto di tolleranza è anche stato visto come una delle matrici su cui verrà elaborato il primo emendamento della costituzione statunitense, che garantisce, tra l'altro, la libertà religiosa.
St. Mary's City, il più ampio insediamento originario, fu la capitale della colonia fino al 1708. Quando la Virginia rese obbligatorio il culto anglicano, molti Puritani emigrarono da lì al Maryland, dove fu concesso loro il terreno per un insediamento, Providence (l'odierna Annapolis). Nel 1650, i puritani si ribellarono al governo dei Calvert e presero il potere, mettendo fuori legge cattolici ed anglicani. Durante il governo rivoluzionario dei puritani, la persecuzione dei cattolici portò alla distruzione di tutte le chiese cattoliche del Maryland meridionale.
Nel 1658 i Calvert ripresero il controllo della colonia, ripristinando l'atto di tolleranza. La regia patente di Carlo I aveva incluso nel Maryland i territori a nord del fiume Potomac, fino al quarantesimo parallelo. Quando, nel 1681, Carlo II concesse a William Penn la colonia della Pennsylvania, sorse una lunga disputa per la definizione dei confini tra le due colonie. La concessione aveva infatti stabilito che il confine meridionale della Pennsylvania coincidesse con quello settentrionale del Maryland, ossia il quarantesimo parallelo. 
In seguito a nuove misurazioni, si scoprì però che Filadelfia, la città che Penn aveva già scelto come capitale della sua colonia, si trovava a sud del quarantesimo parallelo. La disputa durò per quasi un secolo, portando anche a scontri armati (la Guerra di Cresap, negli anni 30 del Settecento). Infine, nel 1760, i Calvert ed i Penn si accordarono, stabilendo come confine la latitudine di quindici miglia (ventiquattro chilometri) a sud della casa più a sud di Filadelfia. Il compito di apporre concretamente i termini sul terreno venne affidato a due supervisori, Charles Mason e Jeremiah Dixon. Il nuovo confine correrà quindi su quella che venne chiamata linea Mason-Dixon, linea che determinerà anche i confini tra Maryland e Delaware (territorio assegnato nel 1682 a William Penn, mentre in precedenza faceva parte del Maryland). Quando nel 1781 la Pennsylvania abolì la schiavitù, la Mason - Dixon assumerà un forte valore simbolico, dividendo gli stati schiavisti (a sud), da quelli non schiavisti (a nord).
Nel 1708 la capitale della colonia fu spostata a Providence, ribattezzata Annapolis in onore della regina Anna. Di St. Mary's City, rimangono oggi solo resti archeologici. Nel 1776 dichiara la propria indipendenza dalla Corona inglese, redigendo uno statuto con governo di tipo oligarchico. Entra nell'Unione degli Stati Uniti d'America il 28 aprile 1788, come 7º stato della Federazione; nel 1790 cede circa 60 miglia quadrate per la costituzione del Distretto di Columbia ove verrà fondata la capitale federale Washington.

## Istituzioni, enti e associazioni
Nel sistema federale degli Stati Uniti ciascuno Stato ha competenza esclusiva per ogni materia che interessi esclusivamente il suo territorio, salvo le limitazioni stabilite dalla Costituzione. Il Maryland, come gli altri stati federati, è una repubblica e ai sensi della Costituzione deve mantenere una republican form of government (il significato della frase è, peraltro, controverso). Sempre analogamente agli altri 49 Stati che compongono la federazione, il Maryland ha una sua Costituzione, che ne regola il sistema di governo.
I poteri dello Stato in Maryland seguono la classica tripartizione (legislativo, esecutivo, giudiziario). Lo Stato, a differenza di molti altri stati membri della federazione, garantisce un notevole grado d'indipendenza alle contee.
Gran parte delle funzioni statali si svolgono nella capitale Annapolis. In Maryland, praticamente tutte le elezioni statali e di contea sono tenute in anni non divisibili per quattro, in modo da non confliggere con quelle presidenziali.

## Politica
Fin dai tempi precedenti la guerra di secessione, la politica del Maryland è, in gran parte, controllata dai democratici. Nell'ultimo decennio, d'altronde, i repubblicani hanno conquistato molte posizioni di potere, compresa la poltrona di Governatore, tornata al GOP dopo circa quarant'anni di governatorati democratici. Molti appartenenti alle classi operaie e medio basse, pur iscritti al partito democratico, votano spesso per i repubblicani, soprattutto alle elezioni di rilievo nazionale, similmente a coloro che, negli anni ottanta, erano chiamati "Reagan Democrats". Molti nuovi elettori si dichiarano poi indipendenti.
Nonostante questo, l'elettorato del Maryland è sostanzialmente liberal e fedele ai democratici, soprattutto nelle aree metropolitane. Le elezioni a livello statale sono, infatti, determinate dalle aree intensamente urbanizzate di Baltimora e di quelle contee (Montgomery e Prince George) che costituiscono sobborghi di Washington, dove all'alta percentuale di forza lavoro impegnata direttamente o indirettamente dal governo federale e l'altissima presenza dell'elettorato afro-americano, consegue una maggiore simpatia per i democratici. Di contro, altre zone dello Stato, meno popolate, tendono a supportare maggiormente i repubblicani.
Nelle ultime quattro elezioni presidenziali, in Maryland ha vinto il candidato democratico (nel 2004, John Kerry si aggiudicò i dieci voti elettorali dello Stato con un margine di tredici punti), al Congresso sono democratici entrambi i senatori dello Stato e sei degli otto rappresentanti. D'altronde, poiché le risorse dei partiti nazionali sono spese in altri stati, dal risultato più incerto, l'interesse suscitato in Maryland dalle elezioni a livello nazionale è in genere relativamente basso, così come il numero dei votanti.
A livello statale, il partito democratico controlla con ampie maggioranze sia il Senato sia la Camera dei Delegati.
In base a tutto questo, il Maryland è considerato uno degli stati più liberali, ma è di rado bersaglio delle critiche che si abbattono spesso su altri stati notoriamente democratici, come il Massachusetts.

## Economia
L'economia del Maryland è concentrata nel settore dei servizi e fortemente influenzata dalla posizione in cui si trova lo Stato. Una delle principali attività è quella dei trasporti, concentrata intorno al porto di Baltimora (uno dei dieci più importanti del paese), attraverso cui sono importati prodotti semilavorati e materie prime, che raggiungono poi le fabbriche del Midwest via terra.
Un secondo punto di forza è dato dalla vicinanza con la capitale federale e dal conseguente insediamento di istituzioni governative nelle aree sub urbane di Washington e Baltimora. La prossimità con i centri di spesa pubblica ha poi incoraggiato lo sviluppo di industrie attive nella difesa, nell'aerospaziale e nella ricerca biomedica.
Proprio la ricerca medica e l'istruzione costituiscono un'altra risorsa importante. La Johns Hopkins University ed i suoi laboratori di ricerca medica sono il maggior datore di lavoro nell'area di Baltimora. Insieme, gli impiegati nella ricerca e nell'amministrazione pubblica costituiscono un quarto della forza lavoro, una delle percentuali più alte a livello nazionale.
Il settore primario è importante per l'economia statale. La pesca è concentrata nella Baia di Chesapeake, ma non vengono trascurate le attività d'altura, che partono dalla breve costa atlantica. Le specie più catturate sono il granchio reale blu (blue crab), le ostriche, il pesce persico.
Il Maryland dispone di molti fertili terreni coltivabili nell'area costiera e pedemontana, anche se il loro utilizzo agricolo è sempre più ostacolato dall'urbanizzazione. Il settore agricolo fornisce principalmente le vicine metropoli di prodotti rapidamente deperibili, come il latte ed i suoi derivati, oppure gli ortaggi. Le contee più meridionali, poste sulla costa occidentale della Baia di Chesapeake godono di un clima caldo a sufficienza per consentire la coltivazione commerciale del tabacco, prodotto coltivato fin dai tempi coloniali. Infine ha un certo sviluppo pure l'avicoltura.
L'industria è molto diversificata e nessun settore, da solo, rappresenta oltre un quinto del fatturato complessivo. Il più importante è quello alimentare. Altre industrie di una certa importanza sono quelle dell'elettronica, dei componenti di computer e la chimica. La siderurgia, un tempo dominante (a Sparrows Point si trovava il principale impianto al mondo per la lavorazione dell'acciaio) è stata notevolmente ridimensionata dalla concorrenza estera, dai fallimenti e dalle fusioni tra società.
Nella zona montuosa nell'ovest dello Stato si trovano giacimenti di carbone. L'industria estrattiva ha un altro punto di forza nelle cave di materiali da costruzione. Nella parte orientale del Maryland si trovano numerose cave di arenaria, la pietra brownstone con cui, nella metà del XIX secolo, vennero edificate molte zone caratteristiche di Washington e Baltimora. Un tempo si estraeva l'oro, anche in alcune miniere vicine alla capitale federale, ma queste operazioni minerarie sono ormai abbandonate.
Il Bureau of Economic Analysis ha stimato il prodotto statale nel 2006 in 257 miliardi di dollari. Il reddito pro capite nel 2006 fu di 43.500 dollari, il quinto a livello nazionale.

## Società

### Evoluzione demografica
Nel 2010 la popolazione del Maryland era così divisa:
- Bianchi - 58,2%
- Neri - 29,5%
- Asiatici - 5,5%
  - Indiani - 1,4%
  - Cinesi - 1,2%
  - Filippini - 0,8%
  - Vietnamiti - 0,4%
- Nativi americani o dell'Alaska - 0,4%
- Nativi delle Hawaii e delle isole del Pacifico - 0,1%
- Di due o più etnie - 2,9%

Rispetto al totale vi sono poi:
- Ispanici - 8,2%
  - Messicani - 1,5%
  - Portoricani - 0,7%
  - Cubani - 0,2%

### Città
La città più popolosa è Baltimora, tutte le altre sono sotto i 100.000 abitanti.
Dal censimento del 2010 queste sono le prime 10 città per numero di abitanti:
1. Baltimora, 620.961
2. Columbia, 99.615 (area metropolitana di Baltimora)
3. Germantown, 86.395 (area metropolitana di Washington)
4. Silver Spring, 71.452 (area metropolitana di Washington)
5. Ellicott City, 65.834 (area metropolitana di Baltimora)
6. Frederick, 65.239 (area metropolitana di Washington)
7. Dundalk, 63.597 (area metropolitana di Baltimora)
8. Bethesda, 60.858 (area metropolitana di Washington)
9. Gaithersburg, 59.933 (area metropolitana di Washington)
10. Bowie, 54.727
11. Annapolis, 36 603 (area metropolitana di Baltimora-Washington)

### Religioni
| religione           | religione           |  | percentuale | percentuale |
| ------------------- | ------------------- |  | ----------- | ----------- |
| Protestanti         | Protestanti         |  | 52%         | 52%         |
| Nessuna             | Nessuna             |  | 23%         | 23%         |
| Cattolici           | Cattolici           |  | 15%         | 15%         |
| Ebrei               | Ebrei               |  | 3%          | 3%          |
| Altre fedi          | Altre fedi          |  | 2%          | 2%          |
| Buddhisti           | Buddhisti           |  | 1%          | 1%          |
| Hindu               | Hindu               |  | 1%          | 1%          |
| Islam               | Islam               |  | 1%          | 1%          |
| Mormoni             | Mormoni             |  | 1%          | 1%          |
| Cristiani Ortodossi | Cristiani Ortodossi |  | 1%          | 1%          |

## Cultura

### Collegee università
- Allegany College of Maryland
- Anne Arundel Community College
- Baltimore City Community College
- Baltimore Hebrew University
- Baltimore International College
- Carroll Community College
- Capitol College
- Cecil Community College
- Chesapeake College
- Notre Dame of Maryland University
- College of Southern Maryland
- Columbia Union College
- Contea di Community College of Baltimore
- Frederick Community College
- Frostburg State University
- Garrett College
- Goucher College
- Hagerstown Community College
- Hood College
- Howard Community College
- Università Johns Hopkins
- Loyola College
- Maryland Institute College of Art
- McDaniel College
- Montgomery College
- Morgan State University
- Mount St. Mary's University

- Prince George's Community College
- St. John's College, Annapolis
- St. Mary's College of Maryland
- St. Mary's Seminary and University
- Sojourner-Douglass College
- Uniformed Services University of the Health Sciences
- Accademia navale di Annapolis
- University System of Maryland
  - Bowie State University
  - Coppin State University
  - Frostburg State University
  - Salisbury University
  - Towson University
  - University of Baltimore
  - University of Maryland, Baltimore
  - Contea di University of Maryland Baltimore
  - University of Maryland, College Park
  - University of Maryland Eastern Shore
  - University of Maryland University College
  - University of Maryland Center for Environmental Science
  - University of Maryland Biotechnology Institute
  - Universities at Shady Grove
- Washington Bible College
- Washington College
- Wor-Wic Community College
- Villa Julie College

## Sport
Le franchigie del Maryland che partecipano al Big Four (le quattro grandi leghe sportive professionistiche americane) sono le prime 2. 
- Baltimore Ravens, NFL
- Baltimore Orioles, MLB
- Maryland Terrapins, NCAA